# Studentsko naselje Stjepan Radić
Studentsko naselje Stjepan Radić, kolokvijalno poznato kao Radić i Sava, središnje je studentsko naselje u Zagrebu te ujedno i najveće takvog tipa u Hrvatskoj. Nalazi se na adresi Jarunska ulica 2 u zagrebačkom gradskom naselju Horvati – Srednjaci. Smješteno je nedaleko lijeve obale rijeke Save. Naseljem upravlja Studentski centar u Zagrebu.

## Odlike
Naselje se sastoji od 11 paviljona za smještaj studenata, upravne zgrade i pratećih objekata, a ukupno ima 4031 krevet. Posljednja dva paviljona otvorena su 2010. godine. Prometno je dobro povezano s ostatkom grada – ovdje prometuju tramvajske linije 5, 7, 14 i 17 te gradska autobusna linija 109 (ime postaje je Studentski dom Stjepan Radić), a u blizini se nalazi i prometno čvorište Savski most (tramvaji — linija 4, prigradski autobusi i taksiji). Popratni sadržaji objekata su: 
- fitness centar
- kinodvorana,
- učionice,
- škola stranih jezika,
- liječnička i stomatološka ordniacija,
- plesna dvorana,
- dva restorana studentske prehrane i pizzeria,
- kafić,
- poštanski ured.

Također, neposredno u blizini naselja nalazi se i Športski park Mladost te Kineziološki fakultet.